# أورلاندو ماتورانا
أورلاندو ماتورانا (بالإسبانية: Orlando Maturana)‏ هو لاعب كرة قدم كولومبي في مركز الهجوم، ولد في 11 أكتوبر 1975 في بارانكيا في كولومبيا. شارك مع منتخب كولومبيا لكرة القدم. أما مع النوادي، فقد لعب مع أتليتيكو بوكارامانغا وأمريكا دي كالي وأوليمبيا أسونسيون وإنديبندينتي وإنديبنديينتي سانتا في وديبورتيس توليما ونادي ميلوناريوس.

## وصلات خارجية
- أورلاندو ماتورانا على موقع الاتحاد الدولي (مؤرشف)  (الإنجليزية)
- أورلاندو ماتورانا على موقع قاعدة بيانات كرة القدم.إي يو (الإنجليزية)
- أورلاندو ماتورانا على موقع ناشيونال فوتبول تيمز (الإنجليزية)
- أورلاندو ماتورانا على موقع عالم كرة القدم.نت (الإنجليزية)